# 永华道街道
永华道街道，是中华人民共和国河北省廊坊市安次区下辖的一个乡镇级行政单位。

## 行政区划
永华道街道下辖以下地区：
南苑社区、盛德社区、晨光社区、蓝波湾社区和馨语社区。